# کاتاریش
کاتاریش (انگلیسی: Katarysh) یک شهرک در شهرستان بلورتسکی باشقیرستان کشور روسیه است.